# Steindorf am Ossiacher See

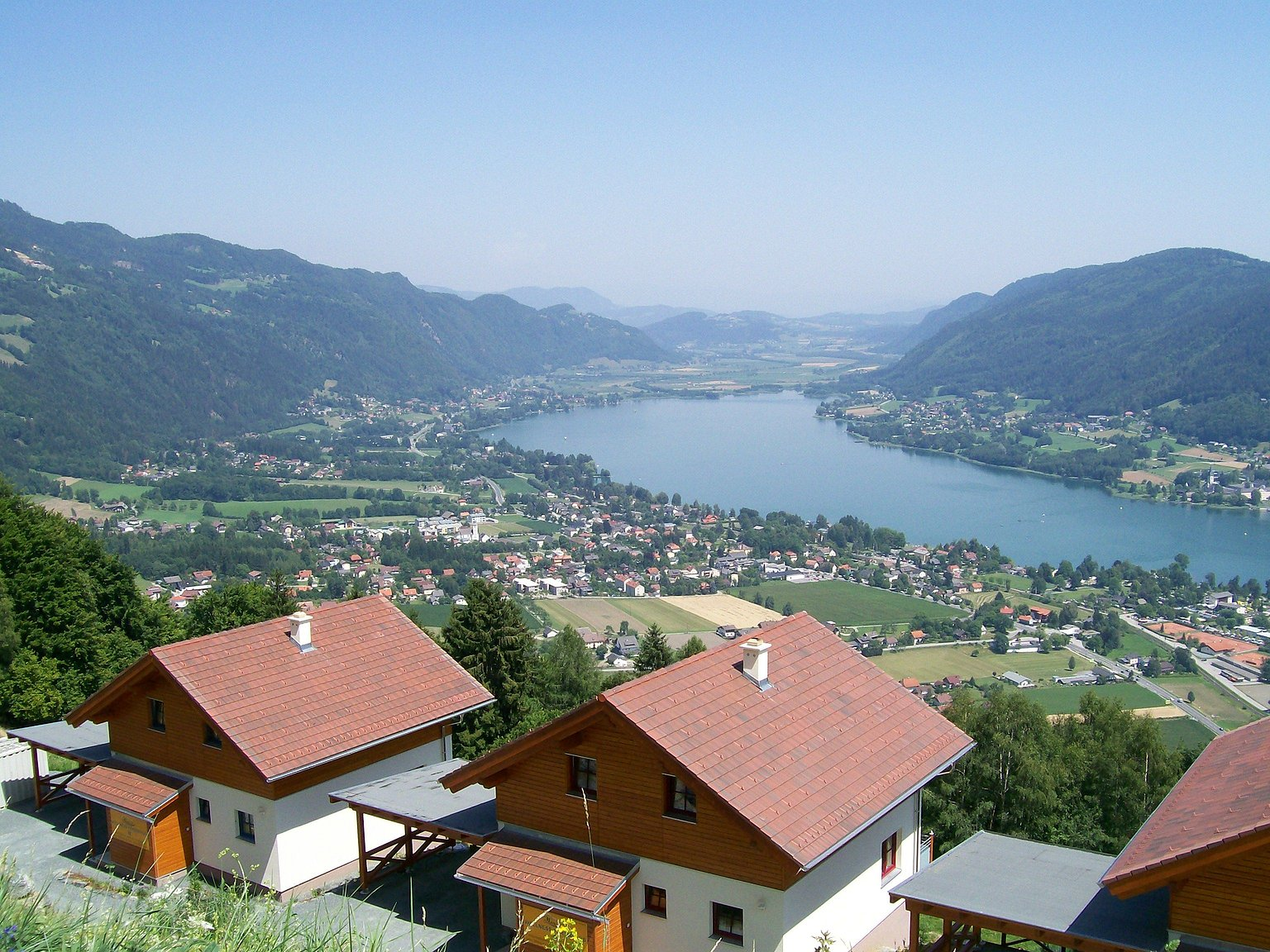
Blick auf Bodensdorf und den Ossiacher See

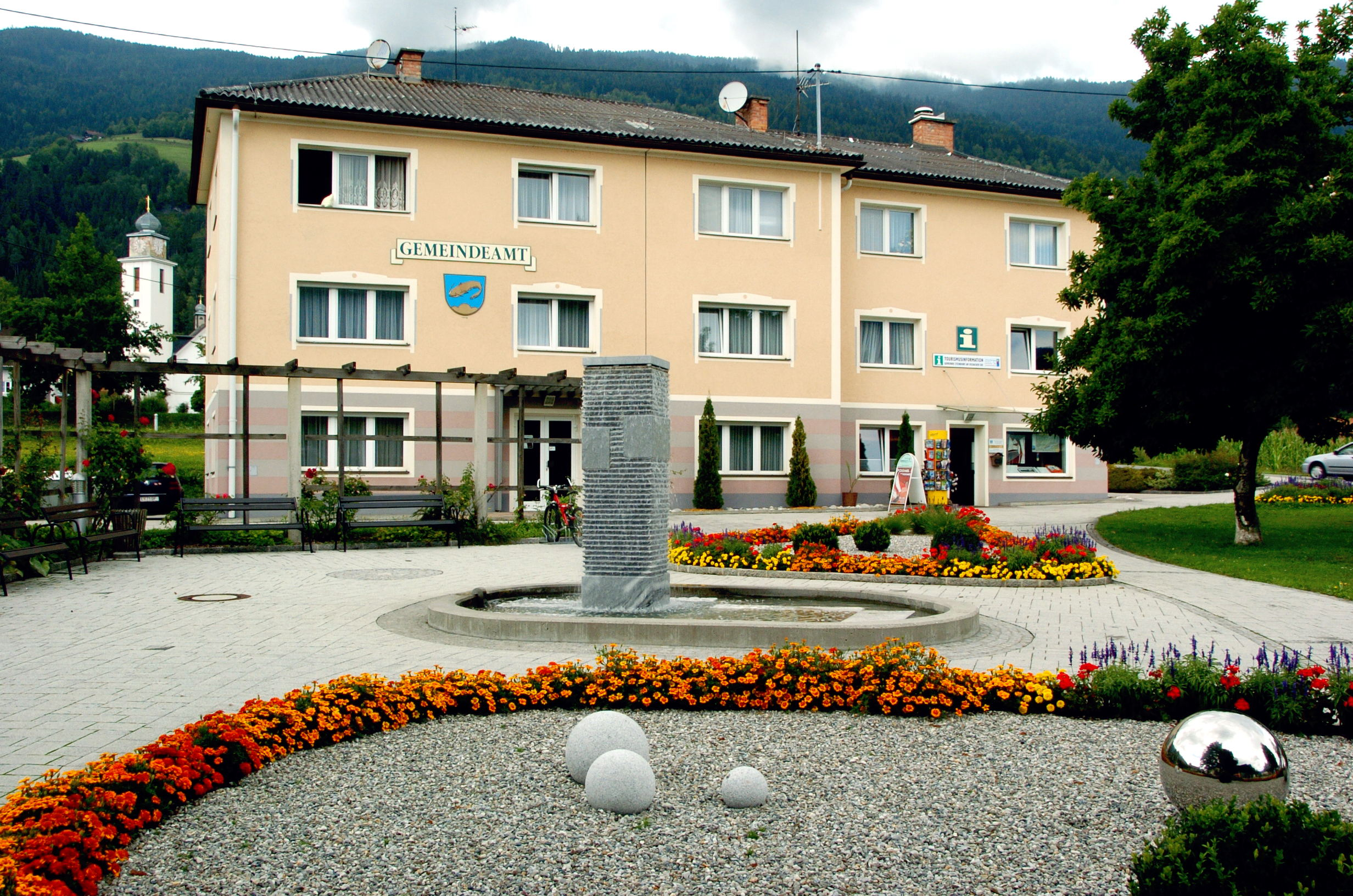
Gemeindeamt in Bodensdorf

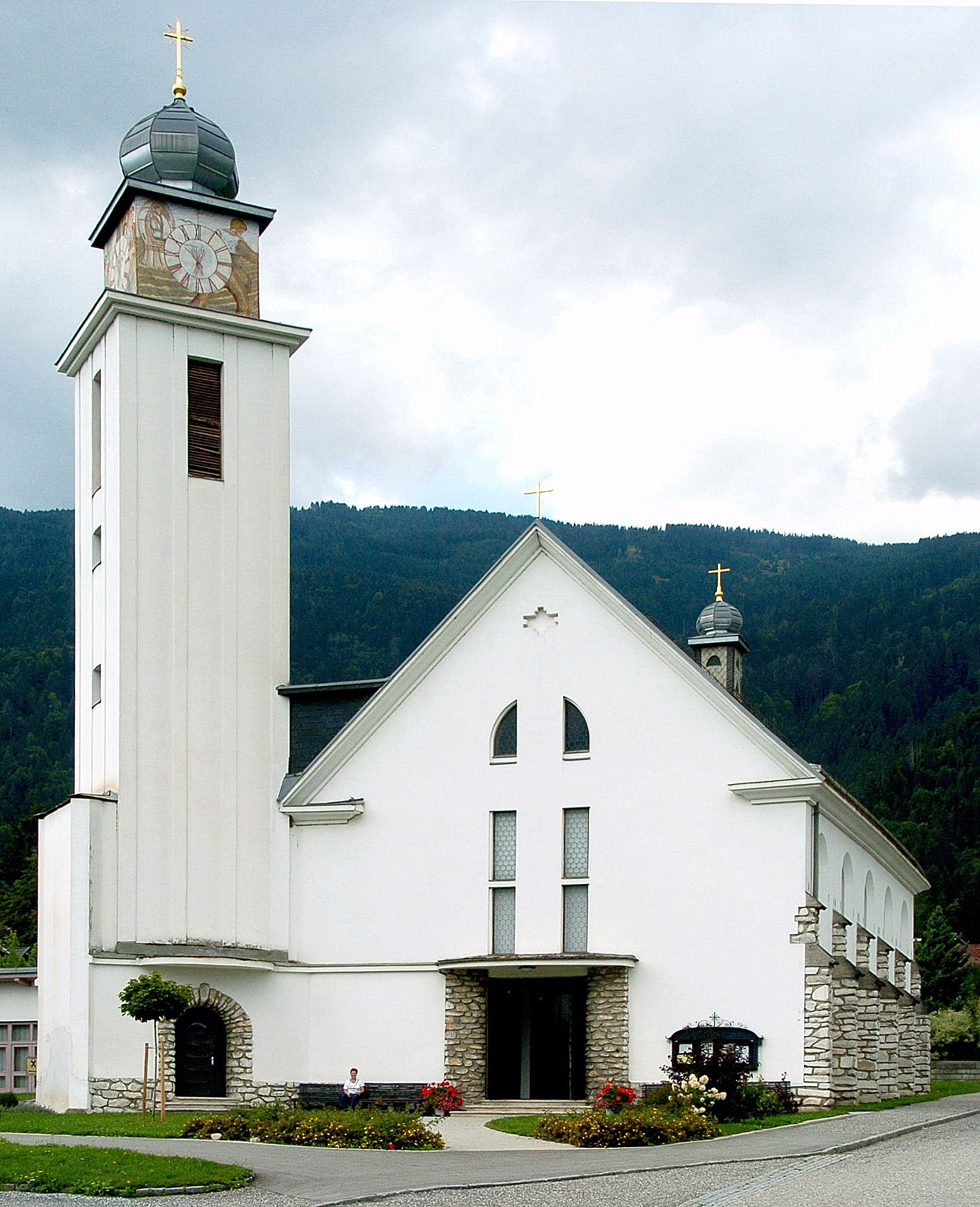
Neue Pfarrkirche zum Heiligen Josef in Bodensdorf

Steindorf am Ossiacher See ist eine Gemeinde mit 3850 Einwohnern (Stand 1. Jänner 2024) im Bezirk Feldkirchen in Kärnten in Österreich.

## Geographie
Die Gemeinde liegt am nördlichen Ufer des Ossiacher Sees, etwa 8 Kilometer von Feldkirchen entfernt. Das Gemeindegebiet reicht den Ossiachberg hangaufwärts bis zum Kamm der Gerlitzen.

### Gemeindegliederung
Die Gemeinde ist in die Katastralgemeinden Ossiachberg, Steindorf, Stiegl und Tiffen gegliedert. Das Gemeindegebiet umfasst folgende 21 Ortschaften (Einwohnerzahlen Stand 1. Jänner 2024):
- Apetig (49)
- Bichl (17)
- Bodensdorf (1152)
- Burg (39)
- Burgrad (8)
- Golk (10)
- Langacker (29)
- Nadling (195)
- Ossiachberg (53)
- Pfaffendorf (120)
- Regin (17)
- Sonnberg (45)
- Sankt Urban (39)
- Steindorf am Ossiacher See (485)
- Stiegl (321)
- Tiffen (182)
- Tratten (112)
- Tscherneitsch (17)
- Tschöran (500)
- Unterberg (381)
- Winkl Ossiachberg (79)

### Nachbargemeinden
| Arriach | Himmelberg                                  |             |
| Treffen | Kompassrose, die auf Nachbargemeinden zeigt | Feldkirchen |
| Villach | Ossiach                                     |             |

## Geschichte
Der Bereich von Tiffen war schon um 500 v. Chr. von den Kelten besiedelt. Aus der Römerzeit stammen zwei Jupiter-Votivaltäre, die heute in Schloss Lang in Feldkirchen eingemauert sind. Tiffen wurde zwischen 1050 und 1065 erstmals urkundlich erwähnt, die Ortschaft Steindorf 1263 als „Steyndorf“. Die Kirche in Steindorf wurde 1401 erbaut und später im gotischen Stil umgebaut.
Der Bau der Kronprinz Rudolf-Bahn (heute Ossiachersee-Traverse der Südbahn) 1865 bedeutete den Beginn des Fremdenverkehrs am Ossiacher See, der die traditionelle landwirtschaftliche Struktur des Gebiets im Lauf des 20. Jahrhunderts völlig veränderte.
Die Gemeinde Steindorf hatte sich 1850 konstituiert, von dem sehr ausgedehnten Gemeindegebiet wurde im Jahr 1894 die Ortsgemeinde Glanhofen mit vier Katastralgemeinden abgetrennt und in Ossiach umbenannt. Der Gemeindename von Steindorf erhielt 1986 die Ergänzung „am Ossiacher See“.

## Bevölkerung
Laut Volkszählung 2001 hat die Gemeinde Steindorf 3.583 Einwohner, davon sind 95,6 % österreichische, 1,5 % deutsche und 1,0 % bosnische Staatsbürger. 61,9 % der Bevölkerung bekennen sich zur römisch-katholischen, 28,9 % zur evangelischen und 0,8 % zur orthodoxen Kirche, 0,5 % sind islamischen Glaubens. 5,4 % sind konfessionslos.

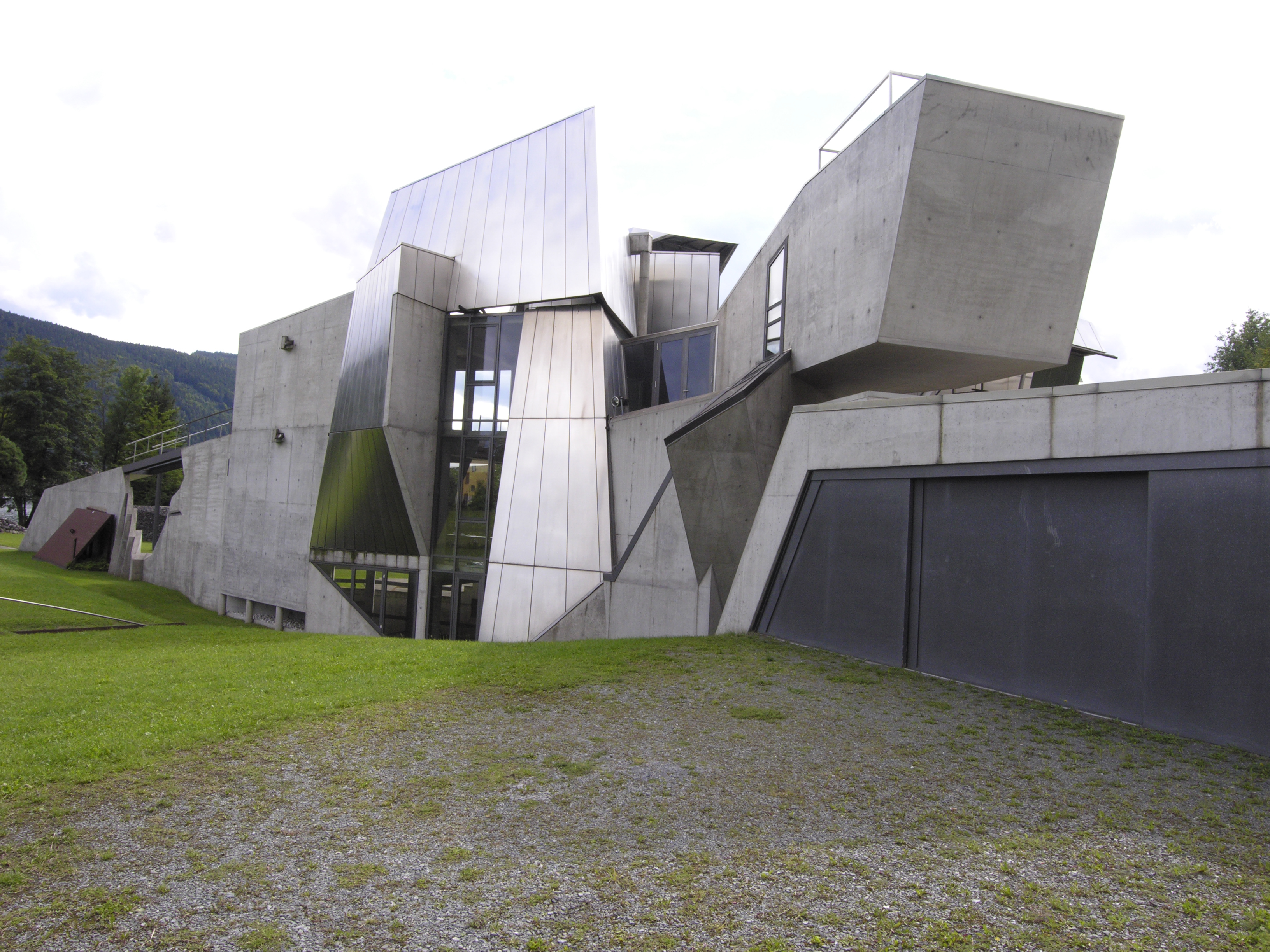
Günther Domenig, 'Steinhaus', Steindorf/Österreich

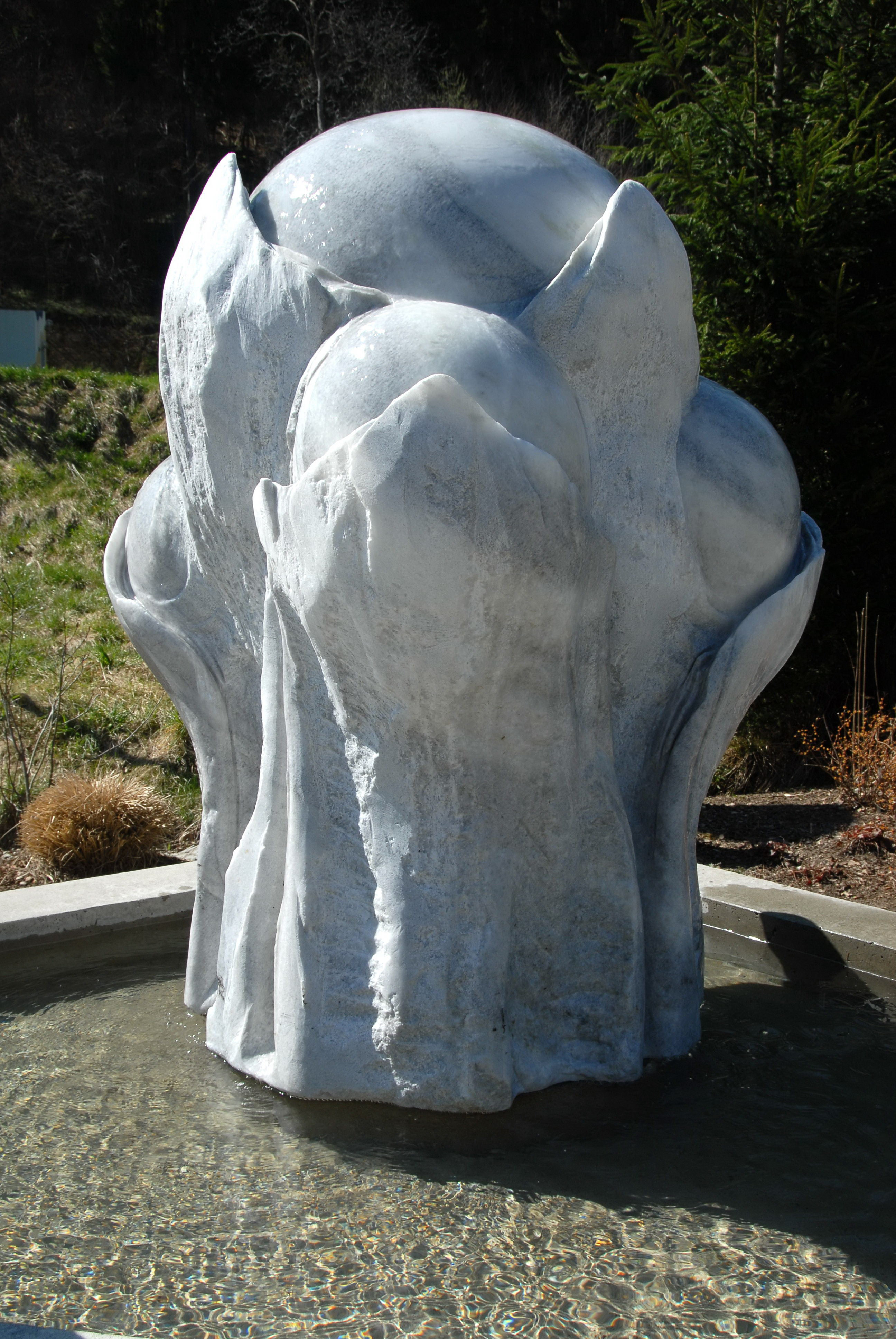
Urbanibrunnen in Sankt Urban

## Kultur und Sehenswürdigkeiten
- Das von Günther Domenig entworfene Steinhaus in Steindorf ist eine architektonische Sehenswürdigkeit.
- Filialkirche St. Johannes in Steindorf
- Pfarrkirche St. Josef in Bodensdorf
- Pfarrkirche Tiffen in der Ortschaft Tiffen
- Geburtshaus des Künstlers Switbert Lobisser in Tiffen
- Katholische Filialkirche St. Margarethen in Tiffen
- Evangelische Kirche in Tschöran nahe Bodensdorf
- Das rund 700 ha große Bleistätter Moor (kurz: „Bleistatt“) war früher vom Ossiacher See bedeckt und ist heute ein Naturschutz- und Naherholungsgebiet.
- In Sankt Urban steht der Urbanibrunnen, der auf Initiative der Gastwirte Lisl und Fritz Nindler gemeinsam mit dem Land Kärnten, der Gemeinde Steindorf und der Burschenschaft Tschöran verwirklicht wurde.

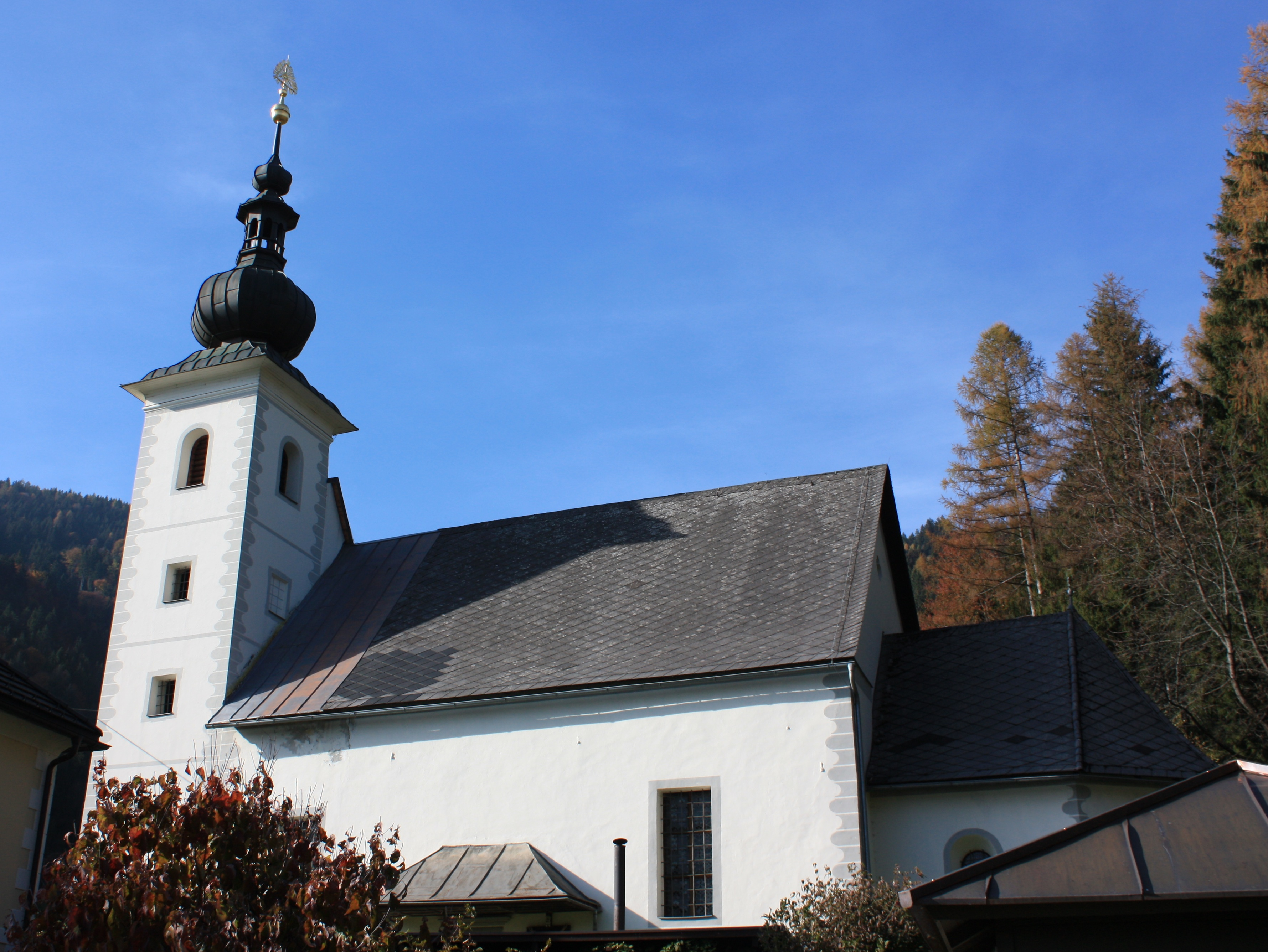
Alte Pfarrkirche St. Josef in Bodensdorf
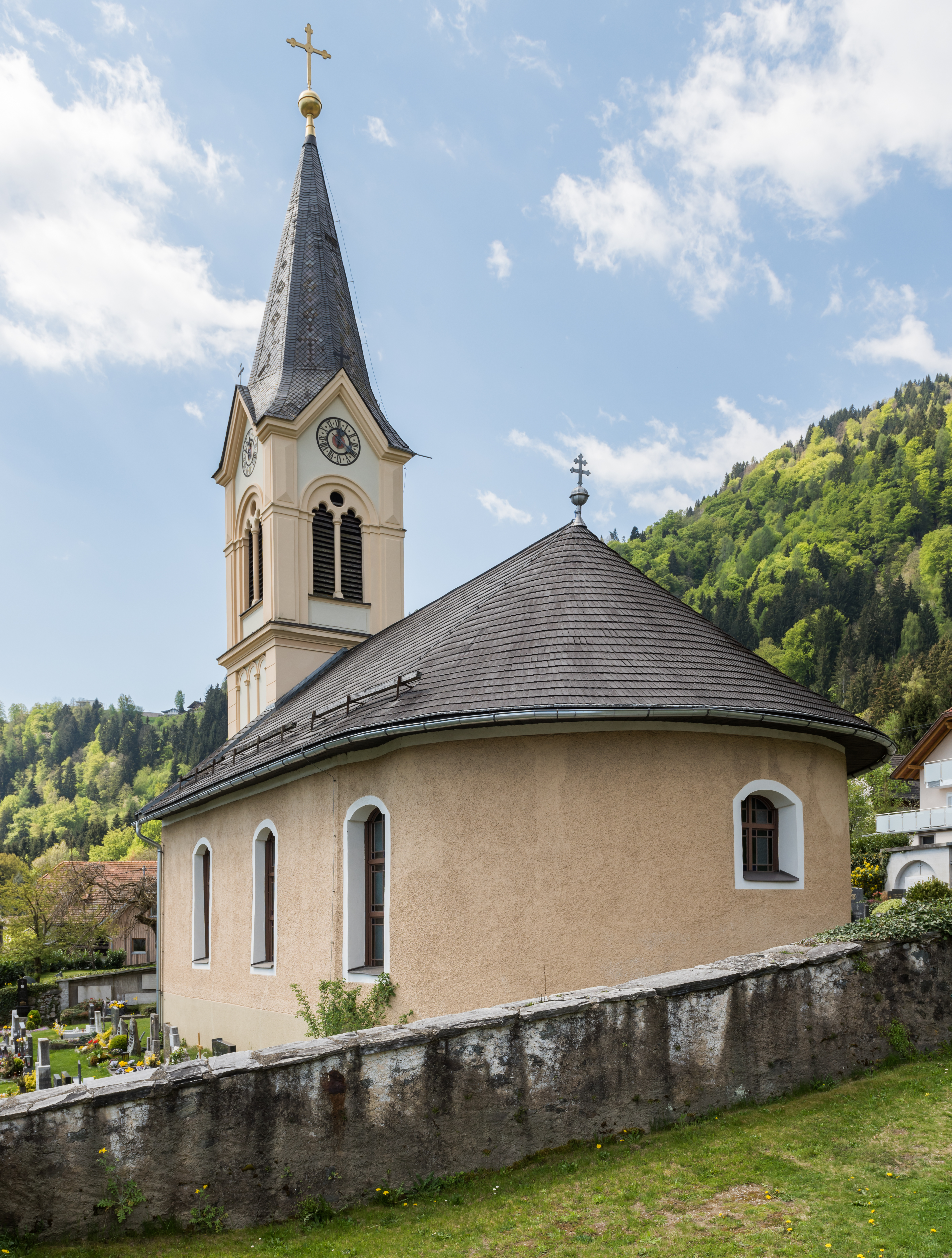
Evangelische Pfarrkirche in Tschöran
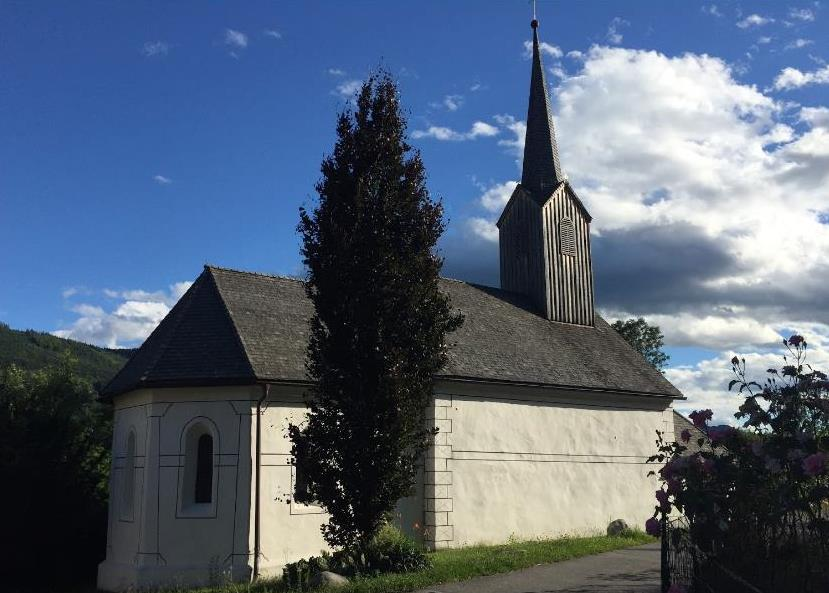
Filialkirche St. Johannes in Steindorf
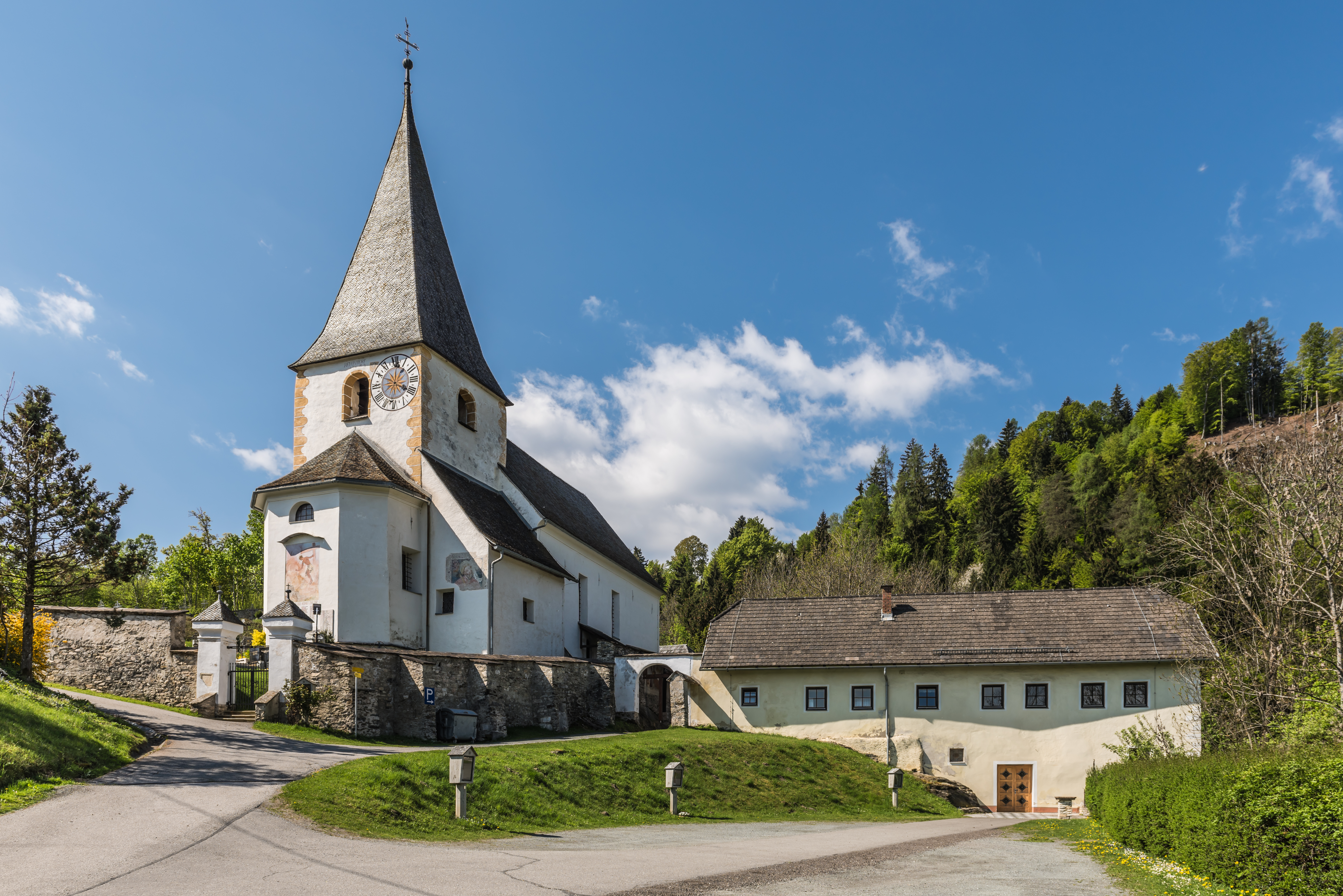
Pfarrkirche St. Jakobus in Tiffen

## Wirtschaft und Infrastruktur
Die Gemeinde hat durch ihre Lage längs des Ossiacher Sees und ihren Anteil am Skigebiet Gerlitzen Sommer- und Wintertourismus, der den Hauptwirtschaftszweig bildet. Bei Bodensdorf gibt es einen kleinen Klettergarten.

### Wirtschaftssektoren
Die folgende Tabelle zeigt die Entwicklung der Anzahl der Betriebe und der Beschäftigten in den Wirtschaftssektoren:
| Wirtschaftssektor            | Anzahl Betriebe | Anzahl Betriebe | Anzahl Betriebe | Erwerbstätige | Erwerbstätige | Erwerbstätige |
| Wirtschaftssektor            | 2021            | 2011            | 2001            | 2021          | 2011          | 2001          |
| ---------------------------- | --------------- | --------------- | --------------- | ------------- | ------------- | ------------- |
| Land- und Forstwirtschaft 1) | 42              | 71              | 92              | 70            | 69            | 75            |
| Produktion                   | 41              | 37              | 34              | 183           | 98            | 140           |
| Dienstleistung               | 245             | 203             | 159             | 768           | 620           | 580           |

1) Betriebe mit Fläche in den Jahren 2010 und 1999, Arbeitsstätten im Jahr 2021

### Verkehr
- Eisenbahn: Längs des Sees führt ein Zweig der Rudolfsbahn zwischen St. Veit und Villach, der im Personenverkehr Schnellbahnverbindungen anbietet[7] und für den Güterverkehr eine wichtige Abkürzung ist.
- Straße: Die wichtigste Straßenverbindung ist die Ossiacher Straße B94 von Feldkirchen im Osten nach Villach im Südwesten.

## Politik
Der Gemeinderat von Steindorf hat 23 Mitglieder und setzt sich seit der Gemeinderatswahl 2021 wie folgt zusammen:
- 9 Liste Kavalar
- 5 SPÖ
- 4 ÖVP
- 4 FPÖ
- 1 Grüne

### Bürgermeister
- 2003–2015 Marialuise Mittermüller (FPK)
- seit 2015 Georg Kavalar (Liste Kavalar)[9][10]

### Wappen
Das blaue Schildgrund des Steindorfer Wappens, das der Gemeinde am 10. Juni 1977 verliehen wurde, nimmt Bezug auf die Lage am drittgrößten Kärntner See, der goldene Dreiberg auf die erste Silbe des Wortes Steindorf anspielt. Der goldene Wels ist eine Parallele zu den drei Forellen der gegenüber liegenden Gemeinde Ossiach; dieser Fisch kommt im östlichen Teil des Sees häufiger vor.
Die amtliche Blasonierung des Wappens lautet:
„In blauem Schild über goldenem Dreiberg ein goldener Wels (Waller).“
Die Fahne ist Blau-Gelb mit eingearbeitetem Wappen.

## Persönlichkeiten

### Söhne und Töchter der Gemeinde
- Josef Reiner (1863–1931, geboren in Steindorf), deutsch-böhmischer Kunstmaler
- Switbert Lobisser (1878–1943, geboren in Tiffen), Maler und Graphiker
- Jörg Freunschlag (1942–2024, geboren in Bodensdorf), ehemaliger Kärntner Landtagspräsident
- Lilian Faschinger (* 1950 in Tschöran), Schriftstellerin und literarische Übersetzerin

### Mit Steindorf verbundene Persönlichkeiten
- Gustav Renker (1889–1967), Journalist und Schriftsteller, wuchs in Bodensdorf auf